# Тработивище
Тработивище (на македонска литературна норма: Тработивиште), наричано преди и Трабатовище, е село в община Царево село на Северна Македония.

## География
Селото се намира в областта Пиянец на десния бряг на река Брегалница, в западното подножие на планината Влахина, до границата с Република България.

## История

### Етимология
Според академик Иван Дуриданов етимологията на името е от първоначалния патроним *Трѣботовишти (*-itji), който произхожда от личното име * Трѣбота, разширено със суфикс -ота от *Трѣбъ, като точно му съответства чешкото селищно име Треботовиче. *Трѣбъ е застъпено като първи елемент в полските лични имена Trzebie-mir, Trzebo-sław, Trzebie-sław, словенските Trebe-bor, Trebi-brat, сръбското селищно име Треботић.

### Средновековие
Името е засвидетелствано в производното прилагателно Трѣботишско в 1347 - 1350 година в грамота на цар Стефан Душан (двѣ нивѣ оть Трѣботишскаго мѣста).

### В Османската империя
Мохамед Ибн Ибрахим ага джамия е от XVII век.
В началото на XX век Тработивище е село в Малешевската каза на Османската империя. Според статистиката на Васил Кънчов („Македония. Етнография и статистика“) в 1900 година Трабатовище е смесено християно-мюсюлманско село с 292 души жители българи християни, 260 българи мохамедани и 50 цигани.
Цялото християнско население на Тработивище е под върховенството на Българската екзархия. По данни на секретаря на екзархията Димитър Мишев („La Macédoine et sa Population Chrétienne“) в 1905 година в Тработивища има 320 българи екзархисти и функционира българско училище. Към 1906-1907 година Трабатовище и Разловци образуват енория в Скопска  епархия на Екзархията, с енорийски свещеник Петър Стоилов.
При избухването на Балканската война в 1912 година 2 души от Тработивище са доброволци в Македоно-одринското опълчение.

### В Сърбия, Югославия и Северна Македония
Според Димитър Гаджанов в 1916 година в Тработивища живеят 212 помаци и 243 българи.
По време на българското управление във Вардарска Македония в годините на Втората световна война, Кирил М. Киселички е български кмет на Тработивище от 13 август 1941 година до 17 април 1942 година. След това кмет е Христо Т. Нечев от Калофер (17 април 1942 - 9 септември 1944).
В 1970 година започва изграждането на църквата „Успение на Пресвета Богородица“ на темели от стара църква. Строежът завършва в 1973 година и тогава е осветена от митрополит Наум Злетовско-Струмишки Иконите са от XIX век от непознат автор. Не е зографисана.
Според преброяването от 2002 година селото има 533 жители.
| Националност     | Всичко |
| северномакедонци | 446    |
| албанци          | 0      |
| турци            | 5      |
| роми             | 79     |
| власи            | 0      |
| сърби            | 1      |
| бошняци          | 0      |
| други            | 2      |

## Личности
Родени в Тработивище
- Воислав Кушевски (1921 - 1999) — историк и университетски преподавател
- Иванчо Съдията (? – 1901), български революционер, деец на Върховния комитет
- Кольо Стоименов, доброволец в четата на Иван Атанасов – Инджето през Сръбско-българската война в 1885 година[11]
- Илия Мицов, доброволец в Македонската доброволческа дружина на Димитър Попгеоргиев през Сръбско-българската война в 1885 година.[12]
- Лазар Христов, доброволец в Македонската доброволческа дружина на Димитър Попгеоргиев през Сръбско-българската война в 1885 година.[13]